# Slim Jim's Last Chance
Slim Jim's Last Chance è un cortometraggio muto del 1911 diretto da Kenean Buel. Prodotto dalla Kalem Company, fu interpretato da Carlyle Blackwell, Alice Joyce e George Melford.

## Trama
Scontata la pena, di prigione escono due ex carcerati, Tom Benton e Slim Jim. In cerca di fortuna, i due si dividono: un va a est, l'altro a ovest. Passa il tempo. Tom ha trovato lavoro in un ranch e si è innamorato della figlia del suo datore di lavoro. Alla fattoria giunge Slim Jim, che viene assunto pure lui. Ma l'ex galeotto non ha perso il vizio di rubare: scoperto da Tom, viene denunciato e Slim Jim rivela, per ritorsione, il passato di Tom. Questi viene licenziato, ma la sua ragazza lo segue. I due si imbattono in una banda di indiani e potrebbero soccombere al loro attacco se non arrivasse in loro aiuto Slim Jim che si unisce alla coppia assediata. Arrivano, poi, al galoppo anche i cow boy del ranch: sono tutti salvi e Tom viene riassunto dal padrone del ranch.

## Produzione
Il film fu prodotto dalla Kalem Company.

## Distribuzione
Il film, un cortometraggio western in un rullo, uscì nelle sale il 14 aprile 1911, distribuito dalla General Film Company. Una copia del film in 35 mm. è conservata al Nederlands Filmmuseum di Amsterdam.